# 陈金彪
陈金彪（1963年4月—），男，汉族，浙江诸暨人。中华人民共和国政治人物。1984年8月参加工作，1983年12月加入中国共产党。浙江省委党校经济学研究生学历，曾任第十二届全国人大代表。

## 仕途
曾任共青团浙江省委组织部副部长、部长、常委、副书记、党组成员，中共东阳市委常委、副书记、宣传部部长（挂职），浙江省农办副主任，中共和田地委副书记（援疆），中共浙江省委统战部副部长（正厅长级）。
2011年9月至2015年4月，任中共温州市委副书记、温州市人民政府市长。2015年4月至2015年10月，任中共绍兴市委书记。
2015年10月，接替9月转任中共杭州市委书记的赵一德，任中共浙江省委秘书长。2016年1月，升任中共浙江省委常委。2021年3月，任浙江省人民政府常务副省长。2022年6月，不再担任中共浙江省委常委。
2022年7月，任浙江省人大常委会党组副书记。2023年1月15日，正式当选为浙江省人大常委会副主任；随后兼任浙江省人大常委会党组书记。